# Mischief Night (2013)
Mischief Night é um filme de terror e suspense produzido nos Estados Unidos e lançado em 2013.